# Váci kistérség
A Váci kistérség kistérség Pest megyében, központja: Vác.

## Települései
| Acsa          | Csörög  | Csővár     | Galgagyörk | Kismaros     |
| Kisnémedi     | Kosd    | Nagymaros  | Penc       | Püspökhatvan |
| Püspökszilágy | Rád     | Szokolya   | Sződ       | Sződliget    |
| Vác           | Vácduka | Váchartyán | Verőce     |              |

## Fekvése
A váci statisztikai kistérség a Közép-Magyarországi régió északi területén helyezkedik el, egy része a budapesti agglomerációhoz tartozik, más része a megye határán fekszik, a települések harmadik csoportja a 12-es útra fűződik fel. A Dunakanyar kistérségben a fejlődés, civilizálódás kulcsmotívumai időről időre fellelhetők voltak. A településképződés elengedhetetlen feltétele a víz jelenléte, a városfejlődést viszont természeti adottságai segítették elő. Az eltérő természeti adottságok más-más kultúráknak adnak otthont, így a térség kultúrák határán fekszik, amely ösztönzője a városfejlődésnek. Az iparosodás korai folyamatába a térségben és történelmi vonzáskörzetében található nyersanyagok, a vízi szállítás lehetősége kapcsolta be. A vasút kiépítése Vác várost egyedülálló helyzetbe hozta az országban elsőként megépülő vonal révén. A vasút megépítése az iparosodás során felgyorsította a településképződést, illetve a népesség Budapestre és a környező falvakba történő koncentrálódását.
A több évtizedes és a legutóbbi 15 év átalakulásának eredményeképpen a váci statisztikai kistérség társadalmi-gazdasági mutatók és folyamatok alapján három jól elkülönülő
zónából áll:
- budapesti agglomeráció részét képező, illetve Duna menti, szuburbanizáció által erősen érintett települések
- Vác szoros vonzáskörzete – ezt részben lefedi az előbbi kategória
- nehezen megközelíthető, közlekedési árnyékhelyzetben félperiférián és periférián elhelyezkedő települések

## Nevezetességei
A Dunakanyar kistérségben a turisztika jelenleg a tradicionális üdülő- és kiránduló területekrekoncentrálódik, jellemzően időjárásfüggően, tavasztól őszig fogad látogatókat a térség. A kistérség turisztikai vonzereje természeti és épített értékeinek gazdagságában, és a főváros közelségében rejlik. A Duna-Ipoly Nemzeti Parkhoz tartozó területek természeti környezetükkel egész évben vonzzák a turistákat. Az erdővel borított területek kiváló lehetőséget nyújtanak a természetjárók számára, míg több kisebb tó is található, melyek alkalmasak horgászásra, pihenésre. A szelíd turizmust erősítik a kiépített kerékpáros túraútvonalak (Vác-Rád-Penc-Csővár-Püspökhatvan-Galgagyörk-Váchartyán) is. A térség rendkívül gazdag kastélyokban, kúriákban és műemlék vagy műemlék jellegű épületekben, melyek a turisztikai programok szerves részét alkothatják.

## Lakónépesség alakulása
| Település     | Lélekszám (2009) |
| ------------- | ---------------- |
| Vác           | 33 381           |
| Nagymaros     | 4 691            |
| Sződliget     | 4 552            |
| Verőce        | 3 486            |
| Sződ          | 3 270            |
| Kosd          | 2 507            |
| Csörög        | 2 174            |
| Kismaros      | 2 009            |
| Rád           | 1 870            |
| Váchartyán    | 1 835            |
| Szokolya      | 1 791            |
| Püspökhatvan  | 1 525            |
| Acsa          | 1 513            |
| Penc          | 1 476            |
| Vácduka       | 1 284            |
| Galgagyörk    | 1 075            |
| Püspökszilágy | 767              |
| Kisnémedi     | 681              |
| Csővár        | 671              |
| Összesen      | 70 558           |

## Külső hivatkozások
- Vezérmegye.hu – Pest megyei hír- és szolgáltató portál